# لؤلؤية
لؤلؤية أو أسطر صيني (الاسم العلمي: Callistephus chinensis)، نبات زهري نزييني حولي وحيد الجنس والنوع عديد الضروب من فصيلة النجمية. مهده من الصين إلى كوريا. ويُزرع في جميع أنحاء العالم كنبات زينة في الحدائق الأكواخ وزهور مقطوعة للزينة.